# Gać Warcka
Gać Warcka – wieś w Polsce położona w województwie łódzkim, w powiecie sieradzkim, w gminie Warta.
W latach 1975–1998 miejscowość administracyjnie należała do województwa sieradzkiego.
Przed II wojną światową właścicielami wsi była rodzina Wypychowskich mieszkająca na terenie tej miejscowości w drewnianym dworku (obecnie nieistniejącym) który wcześniej był leśniczówką.

Część mieszkańców wsi zamieszkiwała koszary należące do majątku dziedzica.
Na terenie wsi znajdował się młyn zbożowy (wiatrak) który należał kolejno do rodzin Przybylskich, Kaźmierczaków i Janiaków.

Prawdopodobnie istniał tu też młyn wodny, wybudowany przy niewielkiej rzeczce przepływającej przez wieś.
Po wojnie nastąpił stopniowy rozwój infrastruktury wsi. Drewniane, kryte strzechą domy były zastępowane murowanymi.

W 1967 roku doprowadzono tu linię elektryczną a w latach 70 położono drogę asfaltową.
Wieś ma dość dużą powierzchnię. Większą jej część zajmują jednak pola uprawne i łąki. Natomiast posesje mieszkańców są rozproszone w kilku rejonach miejscowości. Główne skupisko domostw znajduje się przy drodze wojewódzkiej nr 710. Część gospodarstw (potocznie nazywana kolonią) leży w pobliżu miejscowości Raczków i Kawęczynek a kilka znajduje się niedaleko pobliskiego Tuwalczewa.
Gać Warcka znalazła się na trasie kolarskiego Wyścigu Pokoju (prawdopodobnie w 1987 r).
Duża część mieszkańców wsi zajmuje się działalnością rolniczą.
Obecnie (grudzień 2013) miejscowość liczy około 85 mieszkańców.